# Jezioro Sedraneckie
Jezioro Sedraneckie (niem. Sedranki See) – jezioro w Polsce, położone na północ od Olecka, nieopodal miejscowości Sedranki.
Ma silnie wydłużony kształt. Długość maksymalna wynosi 2750 m, zaś największa szerokość 450 m. Na krańcach znajdują się zatoki oddzielone obecnie od misy głównej płytkimi przesmykami (ok. 1 m). Brzegi jeziora są wysokie, otaczają je grunty orne, łąki oraz (30% linii brzegowej) las liściasty. Roślinność wynurzona bardzo uboga (4,4 ha, 71,0% linii brzegowej), tworzy nieduże kępy sitowia i niewielkie skupiska trzciny wzdłuż brzegów. Całkowita długość linii brzegowej w rozwinięciu wraz z zatoką Młyńską wynosi 7600 m.

## Fauna i flora
Trzcina pospolita, sitowie, moczarka, ramienice, wywłócznik, rdestnice. Można złowić następujące gatunki ryb: troć jeziorowa, sieja, sielawa, płoć, wzdręga, leszcz, karp, ukleja, lin, karaś, okoń, jazgarz, sandacz, szczupak, sum, miętus, węgorz.
Sprzedaż licencji na łowisko wędkarskie na Jeziorze Sedraneckim prowadzi m.in. Miejski Ośrodek Sportu i Rekreacji w Olecku, koło PZW w Olecku. Ze względu na dość znaczne oddalenie od miasta. a tym samym mniejszą penetrację jest ono jednym z czystszych jezior w regionie.
Lasy porastające jego wysokie i stosunkowo strome brzegi składają się głównie ze starych drzewostanów wielogatunkowych stanowiących fragmentami namiastkę lasu pierwotnego. W runie występują rośliny charakterystyczne dla grądów (typ lasów liściastych) takie jak zawilce i przylaszczki.